# Autumn (Britse band)
Autumn was een Britse muziekgroep, die bestond van circa 1974 tot en met 1978. Plaats van oprichting was Portsmouth (Engeland).
Autumn kwam op in een tijdperk dat de muziek die de band speelde, progressieve rock, juist aan een neergang bezig was. Punkmuziek was in (Engeland) sterk in opkomst en de progressieve rock zat in het verdomhoekje. Onder die omstandigheden kwamen Nick Magnus en jeugdvriend Mark Easton, die elkaar al kenden sinds 1959, bij elkaar in Autumn in 1976. Magnus had al wat ervaring opgedaan in de symfonische rockband The Enid, met veel mellotronwerk. Magnus nam Robbie Dobson uit The Enid mee. Alhoewel het tij tegen zat nam Autumn in 1977 en 1978 een aantal nummers op. Het tij bleek echter dermate tegen, dat de opnamen op de plank belandden. Pas toen de solocarrière van Magnus enigszins van de grond kwam, werden alle opnamen van de band uitgebracht onder de titel Oceanworld (1999).
In 1978 verdween de band uit zicht. Magnus voegde zich bij Steve Hackett. Robbie Dobson moest ietwat harder op de drumkit slaan; hij vertrok naar de spacerockers Hawkwind en later weer The Enid. Easton probeerde zijn loopbaan voort te zetten, zonder succes.

## Leden
- Mark Easton – gitaar
- Steve Hoff – basgitaar
- Nick Magnus – toetsinstrumenten
- Robbie Dobson – slagwerk

## Discografie
- 1999: Oceanworld